# Wälzhobeln
Wälzhobeln ist eine Variante des Hobelns für Zahnräder oder sonstige Verzahnungen.
Beim Wälzhobeln werden die Zahnlücken durch oszillierende Hubbewegungen des Werkzeuges gefertigt. Als Werkzeug dient der sogenannte Hobelkamm (auch Schneidkamm), dessen Aussehen einem Segment einer Zahnstange ähnelt. Die Zähne sind jedoch hinterschliffen, um einen ausreichenden Freigang nach den Schneiden zum Werkstück zu gewährleisten.
Die Kinematik des Wälzhobelns setzt sich aus drei gleichzeitig ablaufenden Bewegungen zusammen:
- Der Hobelkamm verfährt achsparallel zum Werkstück, die Zähne greifen dabei ein und nehmen einen Span ab.
- Zugleich dreht das Werkstück ganz langsam um die eigene Achse,
- während der Hobelkamm auch eine geradlinige Bewegung senkrecht zur Werkstückachse ausführt.

Das Werkstück wälzt dabei an der Hobelkamm-Verzahnung ab, wie ein Zahnrad an einer Zahnstange. Durch das Abwälzen an den geraden Flanken des Hobelkammes entstehen am Werkstück Evolventen-Zahnflanken.
Da der Hobelkamm in der Regel weniger Zähne besitzt, als das Werkstück erhalten soll, muss mehrmals über die aktive Länge des Hobelkammes gewälzt werden. Dazu wird das Werkzeug außer Eingriff gebracht und das Werkstück eine oder mehrere Lücken weitergeteilt.
Dieser Vorgang wiederholt sich, bis das Werkstück auf seinem ganzen Umfang verzahnt ist. Es können auf diese Art und Weise sowohl gerad- als auch schrägverzahnte Kegel- und Stirnräder hergestellt werden. Für Schrägverzahnungen muss lediglich der Kamm um den Winkel der Verzahnung geneigt werden.
Das Werkzeug lässt sich im Vergleich zu anderen Verzahnungsverfahren einfach herstellen. Das Anwendungsgebiet liegt bei Großverzahnungen. Da es jedoch unwirtschaftlicher als das Wälzfräsen ist, hat das Wälzhobeln nur noch eine geringe Bedeutung.